# Göran Sperling

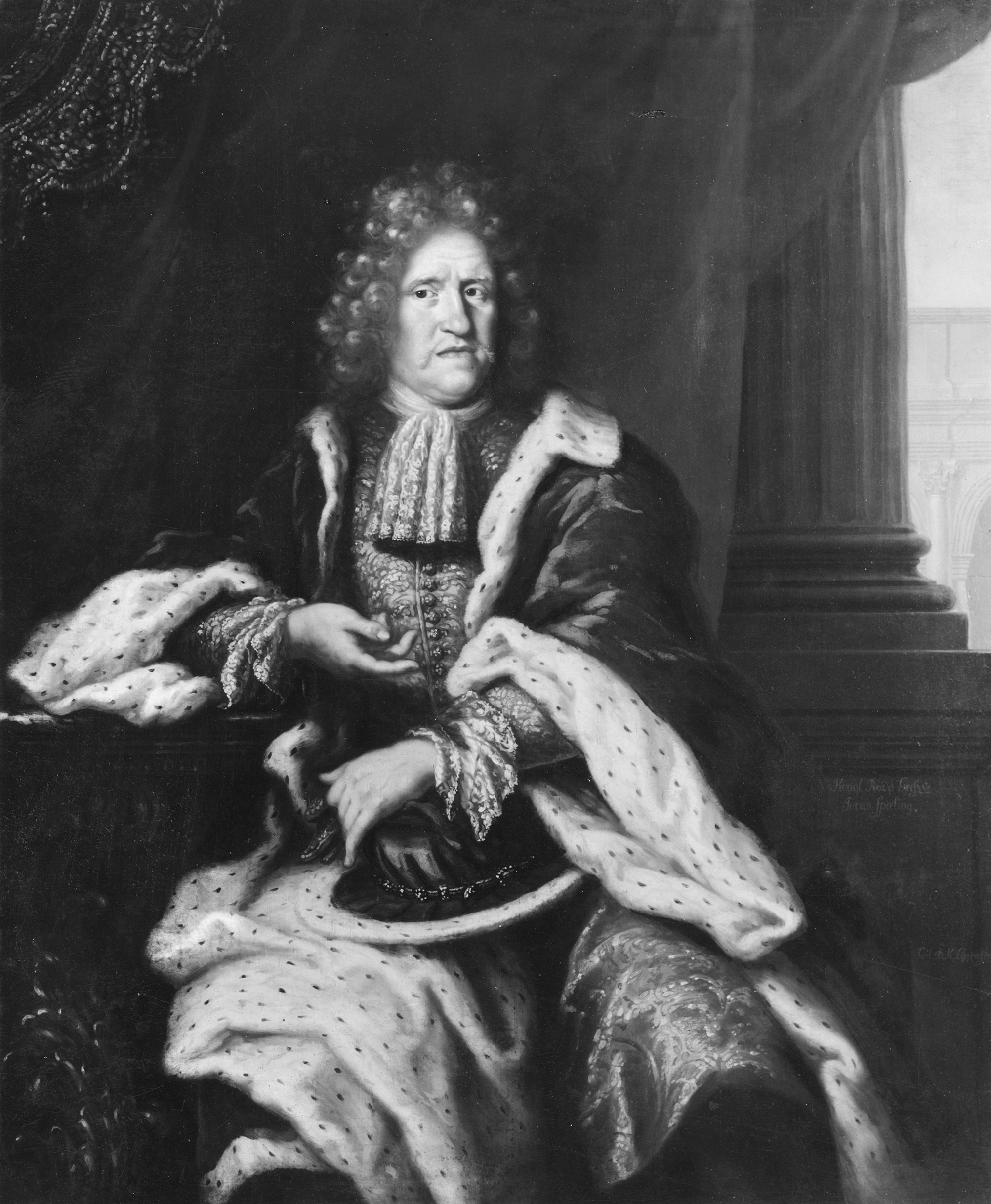
Göran Sperling

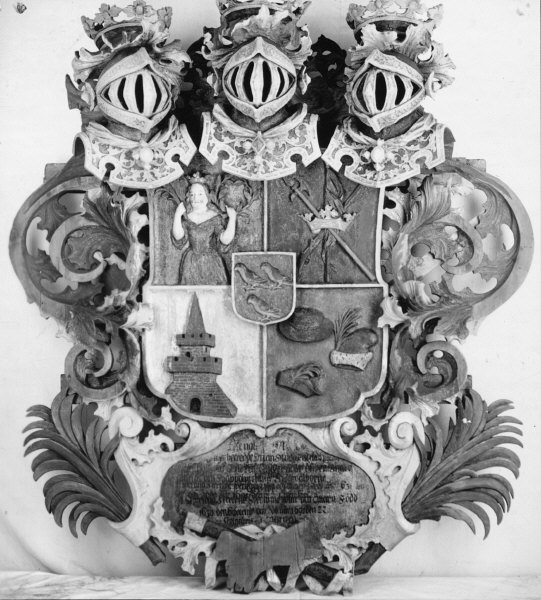
Gräfliches Wappen (1867)

Freiherr Göran von Sperling, auch Jöran oder Sperlingh, seit 1687 Graf (schwedisch Greve), (* 26. Novemberjul. / 6. Dezember 1630greg. in Rådmansö; † 12. Septemberjul. / 22. September 1691greg. in Narwa) war ein schwedischer Feldmarschall.

## Leben

### Herkunft und Familie
Göran Sperling entstammte der 1632 in Schweden naturalisierten seit 1653 freiherrlichen Linie, des ursprünglich mecklenburgischen Adelsgeschlechts Sperling. Seine Eltern waren der schwedische General und Staatsmann Casper Otto von Sperling (1596–1655) und Elin, geborene Ulfsparre af Broxvik (1596–1684).
Er war dreimal verheiratet. In erster Ehe mit 1661 mit Freiin Ingeborg Lilliehöök af Fårdala (1639–1675), dann 1676 mit Freiin Christina Horn af Aminne († 1683) und schließlich mit 1684 mit Märta Fleming (1663–1747). Insgesamt wurden ihm 14 Kinder geboren, darunter:
- Casper Otto (1664–1709), ⚭ Carin Horn af Marienborg (1675–1742), Enkelin von Henrik Henriksson Horn af Marienborg (1618–1693)
- Anna Catharina (1665–1749)
- Gustaf (1667–1728)
- Helena (1668–1704), ⚭ Henning Rudolf Horn (1651–1730), schwedischer General und Reichsrat
- Christina (1670–1738)
- Maria Magdalena (1671–1730)

### Werdegang
Sperling war bereits 1639 Student in Uppsala, machte von 1650 bis 1653 Studienreisen in Europa, wobei er 1651 an der Universität Leiden eingeschrieben war, bevor er 1653 Kammerjunker bei Karl X. Gustav wurde.
Er bestritt dann eine Offizierslaufbahn in der schwedischen Armee. 1654 war er Kapitänleutnant, 1658 Oberstleutnant und 1664 Oberst. Er avancierte 1676 zum Generalmajor der Infanterie, wurde Kommandant in Göteborg und noch im selben Jahr Gouverneur in Halland. 1677 war er Vizegouverneur von Skåne, Halland und Blekinge. Als Generalleutnant der Infanterie wurde er 1679 Gouverneur von Skåne, Gästrikland, Hälsingland, Medelpad, Ångermanland, Härjedalen und Jämtland. Mit seinem Aufstieg zum General der Infanterie 1683 wurde er auch Gouverneur von Schwedisch-Ingermanland und Kexholms län, 1687 dann Generalgouverneur von Schwedisch-Ingermanland, Schwedisch-Karelien und Kexholms län. Ebenfalls 1687 erfolgte die Erhebung in den schwedischen Grafenstand und 1689 die Introduzierung (Nr. 28) bei der Grafenklasse der schwedischen Ritterschaft. 1690 erhielt er seine Beförderung zum Feldmarschall.
Sperling nahm als Reichrat an den Reichstagen der Jahre 1654, 1660, 1664, 1668, 1672 und 1682 teil. Er wurde in der Sankt-Nikolai-Kirche in Halmstad begraben.
Er war Lehnsinhaber der Baronie Nehringen, welche seit den 1660er Jahren an Freiherr Jacob von Pfuel verpfändet war, sowie seit 1655 Erbherr auf Sperlingsholm in Halland.

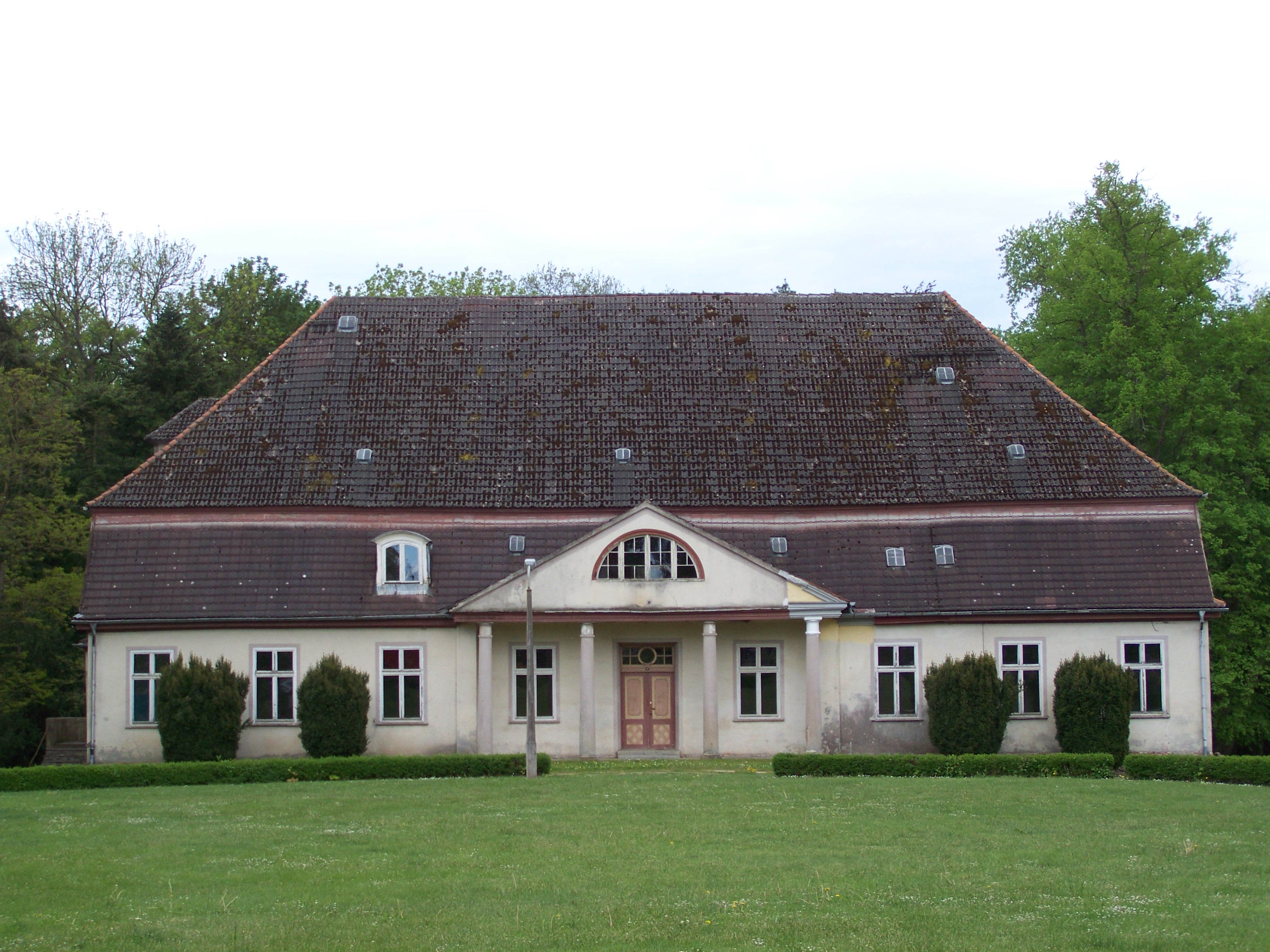
Gutshaus Nehringen in Vorpommern
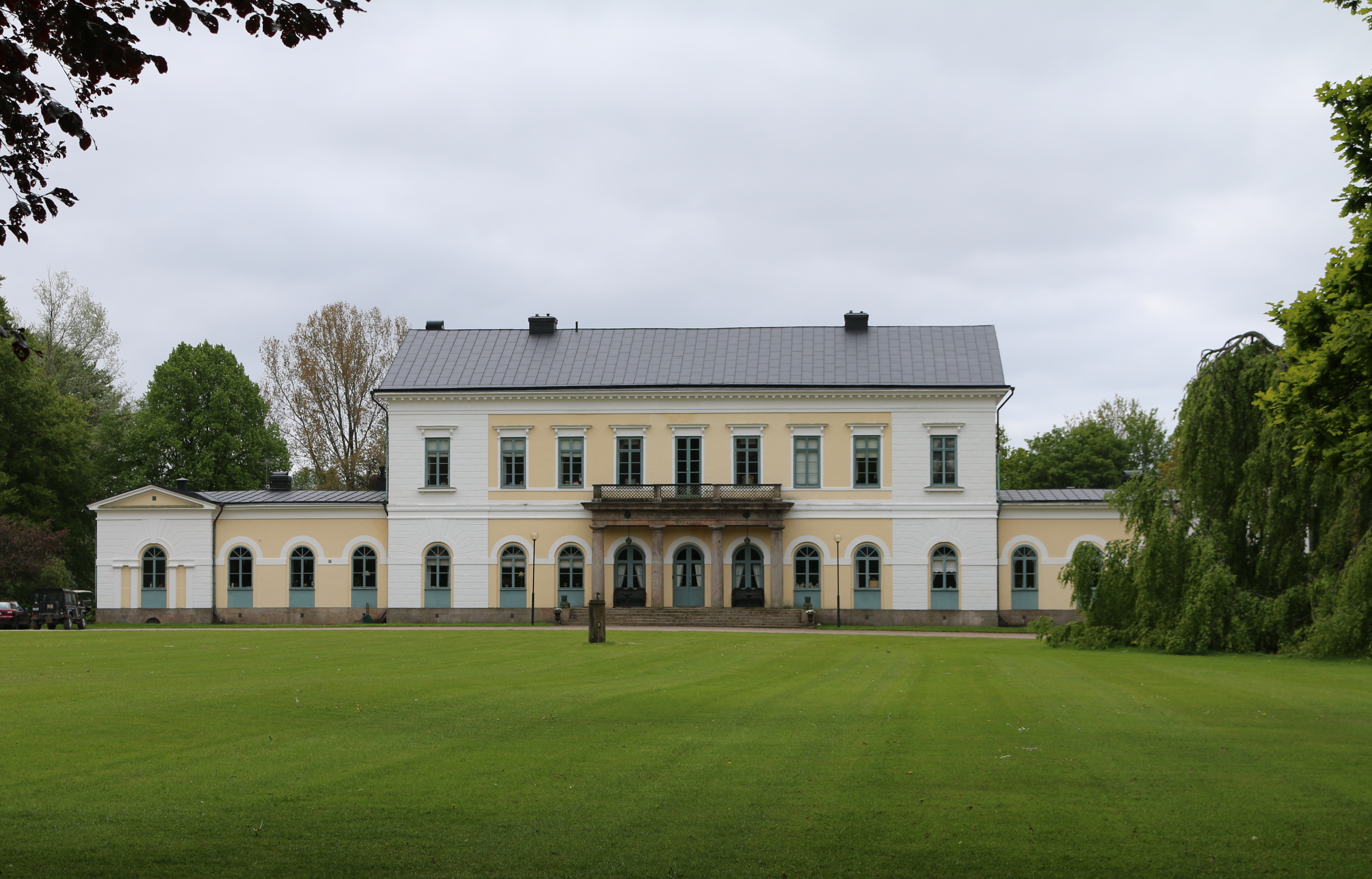
Gutshaus Sperlingsholm bei Halmstad, Schweden